# Copa América 1999
La Copa América 1999 fu la trentanovesima edizione del massimo torneo sudamericano per nazionali di calcio.
Ad organizzare il torneo fu il Paraguay e le partite si svolsero dal 29 giugno al 18 luglio 1999. Il Paese sudamericano organizzava per la prima volta il torneo nel proprio suolo nazionale, dopo le due edizioni organizzate, a proprie spese, in Uruguay nel 1924 e in Perù nel 1953. Vincitore del torneo fu il Brasile, che in finale batté l'Uruguay per 3-0 e si aggiudicò così il suo sesto trofeo (il terzo con la nuova denominazione di Copa América).

## Città e stadi
Sedi della Copa América 1999 furono le seguenti città con i relativi stadi:
| Città                | Stadio                        | Capacità |
| -------------------- | ----------------------------- | -------- |
| Asunción             | Estadio Defensores del Chaco  | 48.000   |
| Asunción             | Stadio General Pablo Rojas    | 25.000   |
| Ciudad del Este      | Stadio Antonio Oddone Sarubbi | 28.000   |
| Luque                | Stadio Feliciano Cáceres      | 24.000   |
| Pedro Juan Caballero | Stadio Río Parapití           | 20.000   |

## Formula
Per l'edizione 1999 venne confermata la formula sperimentata nelle tre edizioni precedenti, con 12 nazionali partecipanti divise in 3 gironi all'italiana da 4 ciascuno. Le prime due classificate più le 2 migliori terze si sarebbero qualificate ai quarti. Da questo momento il torneo avrebbe preso la forma dell'eliminazione diretta.

## Nazionali partecipanti
Per la prima volta nella storia della Copa América, prese parte al torneo una nazionale asiatica: era il Giappone, invitato al torneo insieme al Messico (oltre alle dieci nazionali affiliate alla CONMEBOL). La presenza dei giapponesi aveva soprattutto origine commerciale, poiché la Toyota aveva dall'anno prima assunto la sponsorizzazione della Coppa Libertadores.
| N° | Nazione   | Iscrizione CONMEBOL | Iscrizione CONCACAF | Iscrizione AFC | Note                                                                          |
| -- | --------- | ------------------- | ------------------- | -------------- | ----------------------------------------------------------------------------- |
| 1  | Argentina | 1916                | -                   | -              |                                                                               |
| 2  | Brasile   | 1916                | -                   | -              | Detentore Coppa America 1997                                                  |
| 3  | Cile      | 1916                | -                   | -              |                                                                               |
| 4  | Uruguay   | 1916                | -                   | -              |                                                                               |
| 5  | Paraguay  | 1921                | -                   | -              | Nazione ospitante                                                             |
| 6  | Perù      | 1925                | -                   | -              |                                                                               |
| 7  | Bolivia   | 1926                | -                   | -              |                                                                               |
| 8  | Ecuador   | 1927                | -                   | -              |                                                                               |
| 9  | Colombia  | 1936                | -                   | -              |                                                                               |
| 10 | Venezuela | 1952                | -                   | -              |                                                                               |
| 11 | Messico   | -                   | 1961                | -              | Detentore Coppa CONCACAF 1998                                                 |
| 12 | Giappone  | -                   | -                   | 1954           | Arabia Saudita Detentore Coppa Asia 1996 (rinuncia) Detentore Coppa Asia 1992 |

I gironi iniziali ebbero la seguente composizione:
Gruppo A
- Perù
- Giappone
- Paraguay
- Bolivia

Gruppo B
- Brasile
- Venezuela
- Messico
- Cile

Gruppo C
- Argentina
- Ecuador
- Colombia
- Uruguay

## Primo turno

### Gruppo A

#### Risultati
| Asunción 29 giugno 1999 | Paraguay | 0 – 0 | Bolivia | Estadio Defensores del Chaco (45.000 spett.)\| Arbitro: \| Moreno \| |
| Arbitro:                | Moreno   |       |         |                                                                      |

| Arbitro: | Sánchez |

|                          |           |                    |
| Soto 70’ Holsen 74’, 81’ | Marcatori | 6’ Lopes 77’ Miura |

| Arbitro: | Archundia |

|                                      |           |  |
| Benítez 18’, 62’ Santa Cruz 40’, 86’ | Marcatori |  |

| Arbitro: | Solórzano |

|            |           |  |
| Zúniga 87’ | Marcatori |  |

| Arbitro: | Archundia |

|                |           |                  |
| E. Sánchez 18’ | Marcatori | 75’ (rig.) Lopes |

| Arbitro: | Moreno |

|                |           |  |
| Santa Cruz 88’ | Marcatori |  |

#### Classifica
| Pos. | Squadra  | Pt | G | V | N | P | GF | GS | DR |
| ---- | -------- | -- | - | - | - | - | -- | -- | -- |
| 1.   | Paraguay | 7  | 3 | 2 | 1 | 0 | 5  | 0  | +5 |
| 2.   | Perù     | 6  | 3 | 2 | 0 | 1 | 4  | 3  | +1 |
| 3.   | Bolivia  | 2  | 3 | 0 | 2 | 1 | 1  | 2  | -1 |
| 4.   | Giappone | 1  | 3 | 0 | 1 | 2 | 3  | 8  | -5 |

### Gruppo B

#### Risultati
| Arbitro: | Elizondo |

|  |           |                  |
|  | Marcatori | 59’ L. Hernández |

| Arbitro: | Núñez |

|                                                                          |           |  |
| Ronaldo 28’, 62’ Emerson 40’ Amoroso 54’, 81’ Ronaldinho 74’ Rivaldo 82’ | Marcatori |  |

| Arbitro: | Luna |

|                                            |           |  |
| Zamorano 5’ Estay 21’ Tortolero 66’ (aut.) | Marcatori |  |

| Arbitro: | Méndez |

|                      |           |              |
| Amoroso 20’ Alex 45’ | Marcatori | 74’ Terrazas |

| Arbitro: | Núñez |

|                            |           |              |
| Blanco 21’, 39’ Osorno 29’ | Marcatori | 72’ Urdaneta |

| Arbitro: | Elizondo |

|                    |           |  |
| Ronaldo 36’ (rig.) | Marcatori |  |

#### Classifica
| Pos. | Squadra   | Pt | G | V | N | P | GF | GS | DR  |
| ---- | --------- | -- | - | - | - | - | -- | -- | --- |
| 1.   | Brasile   | 9  | 3 | 3 | 0 | 0 | 10 | 1  | +9  |
| 2.   | Messico   | 6  | 3 | 2 | 0 | 1 | 5  | 3  | +2  |
| 3.   | Cile      | 3  | 3 | 1 | 0 | 2 | 3  | 2  | +1  |
| 4.   | Venezuela | 0  | 3 | 0 | 0 | 3 | 1  | 13 | -12 |

### Gruppo C

#### Risultati
| Arbitro: | Mendonça |

|             |           |  |
| Bonilla 20’ | Marcatori |  |

| Arbitro: | Hidalgo |

|                              |           |              |
| Simeone 12’ Palermo 55’, 61’ | Marcatori | 77’ Kaviedes |

| Arbitro: | Sánchez |

|                   |           |              |
| Zalayeta 72’, 74’ | Marcatori | 78’ Kaviedes |

| Arbitro: | Aquino |

|                                          |           |  |
| Córdoba 10’ (rig.) Congo 79’ Montaño 87’ | Marcatori |  |

| Arbitro: | Hidalgo |

|                         |           |              |
| Morantes 37’ Ricard 39’ | Marcatori | 50’ Graziani |

| Arbitro: | Okada |

|                              |           |  |
| Kily González 1’ Palermo 56’ | Marcatori |  |

#### Classifica
| Pos. | Squadra   | Pt | G | V | N | P | GF | GS | DR |
| ---- | --------- | -- | - | - | - | - | -- | -- | -- |
| 1.   | Colombia  | 9  | 3 | 3 | 0 | 0 | 6  | 1  | +5 |
| 2.   | Argentina | 6  | 3 | 2 | 0 | 1 | 5  | 4  | +1 |
| 3.   | Uruguay   | 3  | 3 | 1 | 0 | 2 | 2  | 4  | -2 |
| 4.   | Ecuador   | 0  | 3 | 0 | 0 | 3 | 3  | 7  | -4 |

### Raffronto delle terze classificate
| Pos. | Squadra | Pt | G | V | N | P | GF | GS | DR |
| ---- | ------- | -- | - | - | - | - | -- | -- | -- |
| 1.   | Cile    | 3  | 3 | 1 | 0 | 2 | 3  | 2  | +1 |
| 2.   | Uruguay | 3  | 3 | 1 | 0 | 2 | 2  | 4  | -2 |
| 3.   | Bolivia | 2  | 3 | 0 | 2 | 1 | 1  | 2  | -1 |

## Fase ad eliminazione diretta
|  | Quarti di finale | Quarti di finale |         |         | Semifinali                | Semifinali                |  |  | Finale | Finale |
|  |                  |                  |         |         |                           |                           |  |  |        |        |
|  |                  |                  |         |         |                           |                           |  |  |        |        |
|  |                  |                  |         |         |                           |                           |  |  |        |        |
|  | 1A. Paraguay     | 1 (3)            |         |         |                           |                           |  |  |        |        |
|  | 1A. Paraguay     | 1 (3)            |         |         |                           |                           |  |  |        |        |
|  | 3C. Uruguay      | 1 (5)            |         |         |                           |                           |  |  |        |        |
|  | 3C. Uruguay      | 1 (5)            | Uruguay | 1 (5)   |                           |                           |  |  |        |        |
|  |                  |                  | Uruguay | 1 (5)   |                           |                           |  |  |        |        |
|  |                  | Cile             | 1 (3)   |         |                           |                           |  |  |        |        |
|  | 1C. Colombia     | Cile             | 1 (3)   | 2       |                           |                           |  |  |        |        |
|  | 1C. Colombia     |                  |         | 2       |                           |                           |  |  |        |        |
|  | 3B. Cile         | 3                |         |         |                           |                           |  |  |        |        |
|  | 3B. Cile         | 3                | Uruguay | 0       |                           |                           |  |  |        |        |
|  |                  |                  | Uruguay | 0       |                           |                           |  |  |        |        |
|  |                  | Brasile          | 3       |         |                           |                           |  |  |        |        |
|  | 1B. Brasile      | Brasile          | 3       | 2       |                           |                           |  |  |        |        |
|  | 1B. Brasile      |                  |         | 2       |                           |                           |  |  |        |        |
|  | 2C. Argentina    | 1                |         |         |                           |                           |  |  |        |        |
|  | 2C. Argentina    | 1                | Brasile | 2       | Finale per il terzo posto | Finale per il terzo posto |  |  |        |        |
|  |                  |                  | Brasile | 2       | Finale per il terzo posto | Finale per il terzo posto |  |  |        |        |
|  |                  | Messico          | 0       |         |                           |                           |  |  |        |        |
|  | 2A. Perù         | Messico          | 0       | 3 (2)   | Cile                      | 1                         |  |  |        |        |
|  | 2A. Perù         |                  |         | 3 (2)   | Cile                      | 1                         |  |  |        |        |
|  | 2B. Messico      | 3 (4)            |         | Messico | 2                         |                           |  |  |        |        |
|  | 2B. Messico      | 3 (4)            |         |         | 2                         |                           |  |  |        |        |
|  |                  |                  |         |         |                           |                           |  |  |        |        |
|  |                  |                  |         |         |                           |                           |  |  |        |        |

### Quarti di finale
| Arbitro: | Mendonça |

|                                          |                      |                                     |
| L. Hernández 28’, 33’ (rig.) Torrado 87’ | Marcatori            | 6’ Palacios 15’ Pereda 40’ Solano   |
| Suárez Terrazas García Zepeda            | Tiri di rigore 4 – 2 | Solano Jorge Soto José Soto Reynoso |

| Arbitro: | Ruiz |

|                                             |                      |                              |
| Zalayeta 65’                                | Marcatori            | 15’ Benítez                  |
| Fleurquín Guigou Alonso Zalayeta Magallanes | Tiri di rigore 5 – 3 | Acuña Gamarra Enciso Benítez |

| Arbitro: | Archundia |

|                             |           |                       |
| Reyes 25’, 50’ Zamorano 65’ | Marcatori | 7’ Bolaño 35’ Bonilla |

| Arbitro: | Méndez |

|                         |           |           |
| Rivaldo 32’ Ronaldo 48’ | Marcatori | 10’ Sorín |

### Semifinali
| Arbitro: | Aquino |

|                                             |                      |                           |
| Lembo 22’                                   | Marcatori            | 73’ Zamorano              |
| Del Campo Guigou Alonso Zalayeta Magallanes | Tiri di rigore 5 – 3 | Vargas Aros Pizarro Reyes |

| Arbitro: | Moreno |

|                         |           |  |
| Amoroso 24’ Rivaldo 42’ | Marcatori |  |

### Finale per il 3º posto
| Arbitro: | Elizondo |

|              |           |                         |
| Palacios 81’ | Marcatori | 26’ Palencia 87’ Zepeda |

### Finale
| Arbitro: | Óscar Ruiz |

|                              |           |  |
| Rivaldo 20’, 27’ Ronaldo 46’ | Marcatori |  |

| Brazil | Uruguay |

| POR                  | 1  | Dida             |     |
| DIF                  | 2  | Cafu             |     |
| DIF                  | 15 | João Carlos      |     |
| DIF                  | 4  | Antônio Carlos   | 24’ |
| DIF                  | 6  | Roberto Carlos   |     |
| CEN                  | 18 | Flávio Conceição | 15’ |
| CEN                  | 5  | Emerson          |     |
| CEN                  | 10 | Rivaldo          |     |
| CEN                  | 22 | Zé Roberto       |     |
| ATT                  | 7  | Márcio Amoroso   |     |
| ATT                  | 9  | Ronaldo          |     |
| Allenatore:          |    |                  |     |
| Vanderlei Luxemburgo |    |                  |     |

| POR           | 1  | Fabián Carini       |     |     |
| DIF           | 17 | Martín del Campo    |     |     |
| DIF           | 3  | Fernando Picún      |     |     |
| DIF           | 14 | Alejandro Lembo     |     |     |
| DIF           | 22 | Federico Bergara    |     | 74’ |
| CEN           | 7  | Fabián Coelho       |     | 56’ |
| CEN           | 5  | Andrés Fleurquín    |     |     |
| CEN           | 8  | Líber Vespa         | 19’ | 46’ |
| CEN           | 20 | Christian Callejas  | 12’ |     |
| ATT           | 10 | Federico Magallanes |     |     |
| ATT           | 9  | Marcelo Zalayeta    |     |     |
| Sostituzioni: |    |                     |     |     |
| ATT           | 21 | Antonio Pacheco     |     | 46’ |
| ATT           | 11 | Gabriel Álvez       |     | 56’ |
| CEN           | 6  | Gianni Guigou       | 19’ | 74’ |
| Allenatore:   |    |                     |     |     |
| Víctor Púa    |    |                     |     |     |

## Classifica marcatori
5 gol
- Rivaldo e Ronaldo.

4 gol
- Amoroso.

3 gol
- Palermo;
- Zamorano;
- Hernández;
- Benítez e Santa Cruz;
- Zalayeta.

2 gol
- Reyes;
- Bonilla;
- Kaviedes;
- Lopes;
- Blanco;
- Holsen.

1 gol
- González, Simeone e Sorín;
- E. Sánchez;
- Alex, Emerson, Ronaldinho;
- Palacios;
- Bolaño, Congo, Córdoba, Montaño, Morantes e Ricard;
- Graziani;
- Miura;
- Osorno, Palencia, Terrazas, Torrado e Zepeda;
- Jorge Soto, Roberto Palacios, Pereda, Solano e Zúñiga;
- Lembo;
- Urdaneta.

Autoreti
- Tortolero (pro Cile).

## Arbitri
- Horacio Elizondo
- Juan Luna
- Wilson de Souza Mendonça
- Mario Sánchez
- Oscar Julián Ruiz
- Byron Moreno
- Masayoshi Okada

- Armando Archundia
- Ubaldo Aquino
- Bonifacio Núñez
- Gilberto Hidalgo
- Gustavo Méndez
- Luis Solórzano

## Curiosità
In questa edizione della Copa America si è stabilito un record: la partita con più rigori sbagliati dalla stessa persona (Martin Palermo in Argentina-Colombia sbagliò ben 3 calci di rigore nei 90' minuti regolamentari)